# Муавенет-и Миллие

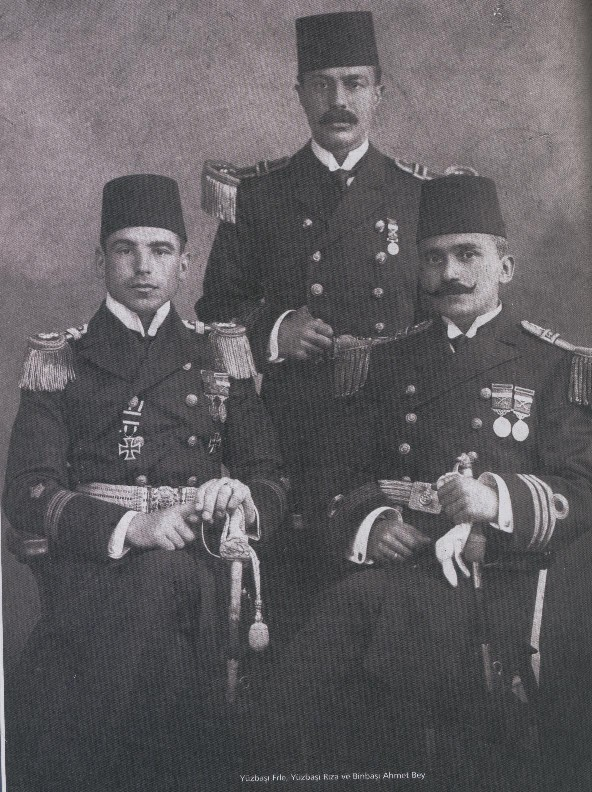
Слева направо: немецкий капитан-лейтенант Рудольф Фирле, командир миноносца «Султанхисар» капитан Али Риза Бей, командир эсминца «Муавенет-и Миллие» Ахмед Саффет Охкай

«Муавенет-и Миллие» (осман. معاونت مليه‎, тур. Muâvenet-i Millîye) — турецкий эсминец типа S-165 (в Турции — типа «Муавенет-и Миллие»), построенный специально для флота Османской империи перед Первой мировой войной. Отличился тем, что потопил британский броненосец HMS Goliath во время военно-морских операциях Антанты в Дарданеллах.

## Наименование
В переводе с турецкого языка Османской империи «муавенет» означает «поддержка», поэтому полное имя «Муавенет-и Миллие» означало «народная поддержка». Его присвоили в честь Национальной ассоциации поддержки Османского флота (тур. Donanma-i Osmânî Muâvenet-i Millîye Cemiyeti) или «Морской ассоциации» (тур. Donanma Cemiyeti), основанной по предложению купца Ягджизаде Шефик-бея в июле 1909 года. Ассоциация собирала средства от добровольцев на финансирование флота, и на эти собранные средства в Германии и был построен корабль. Ещё три корабля ВМС Турции получили позднее то же самое имя в память о миноносце, его же носил один из первых самолётов турецких ВВС.

## Боевые действия
К одноимённому типу кораблей относились ещё три эсминца: «Ядигар-и Миллет», «Нумуне-и Хамиет» и «Гайрет-и Ватание». Все четыре корабля (в том числе и «Муавенет-и Миллие») номинально относились к немецкому типу миноносцев S-165 и получили имена с S-165 по S-168 при закладке. В сентябре 1910 года все они после завершения строительства были проданы Турции, а корабли с теми же бортовыми номерами были снова построены и спущены на воду в 1911 году. В 1912 году командиром корабля был старший лейтенант Айасофьяли Ахмед Саффед (он же Ахмед Саффет Охкай в 1934 года, согласно Закону о фамилии). В первые месяцы Первой мировой войны корабль участвовал в миссиях в Чёрном море, откуда отправился в Чанаккале к моменту начала Дарданелльской кампании.

### Набег на порт Одесса
Согласно плану операции, эскадренные миноносцы «Гайрет» и «Муавенет» должны были следовать к Одессе на буксире угольного транспорта «Ирмингард». Но скорость буксировки оказалась слишком низкой, поэтому на рассвете 15 (28) октября командир соединения корветтен-капитан Рудольф Мадлунг принял решение отпустить угольщик и двигаться своим ходом.
Около часу ночи 16 (29) октября с эсминцев увидели огни Одессы, вскоре они подошли ко входу в гавань. Курс был выбран таким, чтобы имитировать прибытие со стороны Севастополя. В это время из гавани выходил караван из двух торговых судов в сопровождении лоцманского катера, что позволило Мадлунгу определить фарватер. Примерно в 3:20 «Гайрет» и «Муавенет» вошли в гавань. Они несли ходовые огни, из-за чего были приняты за русские эсминцы типа «Лейтенант Шестаков». По мнению ряда советских и российских историков, охранная служба на рейде Одессы была организована неудовлетворительно.
Когда с нёсшей охранную службу у волнолома канонерской лодки «Донец» входящие в порт эсминцы были опознаны как вражеские, канонерка была атакована торпедой с «Гайрета» и быстро затонула. Затем турецкие эсминцы проследовали вглубь гавани. «Муавенет» атаковал и повредил стоявшую на якоре канонерскую лодку «Кубанец», после чего прошёл в нефтяную гавань, обстреливая суда и объекты на берегу. «Гайрет» пытался обнаружить минный заградитель «Бештау», но, вероятно, не смог опознать его из-за того, что с «Бештау» не открывали ответного огня. Тем не менее, «Гайрет» несколькими выстрелами нанёс «Бештау» повреждения и потопил стоявшую рядом с ним угольную баржу. После того как с «Кубанца» был открыт ответный огонь, турецкие эсминцы ушли в море, продолжая во время отхода обстреливать порт, и скрылись около 4:45.
Кроме «Кубанца» и «Бештау» в гавани Одессы получили повреждения четыре торговых судна (русский «Витязь», английский «Вампоа», французские «Портюгаль» и «Оксюз»), а на берегу — трамвайная станция, сахарный завод и нефтехранилище. Из экипажа «Донца» погибло 33 человека. На «Кубанце», «Бештау» и портовых плавсредствах было в общей сложности 5 убитых и 8 раненых, также имелись потери на торговых судах и на берегу.
Пока эсминцы атаковали порт, турецкий минный заградитель «Самсун» (капитан-лейтенант П. Герман) выставил 28 мин на каботажном маршруте Одесса — Севастополь. Утром 17 (30) октября все три турецких корабля вернулись в Босфор.

### Уничтожение «Голиафа»

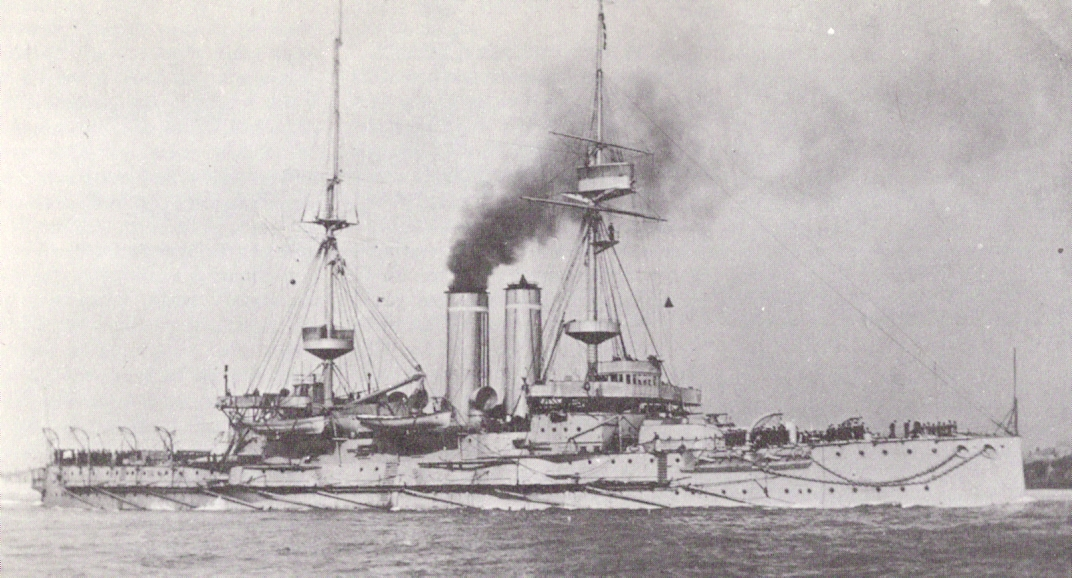
Британский броненосец «Голиаф» (HMS Goliath), 1907 год

В составе британского флота был броненосец «Голиаф» типа «Канопус», который участвовал в морской десантной операции на мысе Геллес 25 апреля 1915 года. В ночь с 12 на 13 мая 1915 года он находился вместе с броненосцем «Корнуоллис» и ещё пятью эсминцами в заливе Морто у мыса Геллес, принимая на себя весь удар, который был направлен на французские части. Французы запросили помощь броненосцев в связи с нарастающими турецкими контратаками и ожесточёнными боями за Керевиздере, поэтому каждую ночь два броненосца обстреливали турецкие позиции. Османские войска направили «Муавенет-и Миллие» для того, чтобы отвлечь британцев. Немецкий капитан-лейтенант Рудольф Фирле и ещё два офицера в тот день, занимавшиеся разведкой, решили провести торпедную атаку на британские корабли.
10 мая в 13:30 «Муавенет-и Миллие» прибыл в пролив, начав подготовку к заданию. 12 мая в 18:40 он начал операцию, а с 19:00 по 19:30 его экипаж установил мины. В 19:40 корабль встал на якорь в Согалыдере и остался ждать полуночи. Британцы и французы отключили свои прожектора в 23:30. В 00:30 турецкий эсминец поднял якорь и направился к части пролива, контролируемой силами Антанты, но те не заметили турок. В 1:00 в поле зрения моряков «Муавенет-и Миллие» оказались два эсминца и броненосец «Голиаф». Британцы запросили пароль от незнакомого судна, в ответ на это турки выпустили три торпеды. Первая пробила мостик, вторая своим попаданием привела к разрушению дымовой трубы[уточнить], третья пробила корму. Из более чем 700 членов экипажа «Голиафа» погибли 570 человек, в том числе командир «Голиафа» капитан Томас Шелфорд. Нападение стало шоком для британцев, и через два дня, 15 мая 1915 года Первый морской лорд Джон Фишер и Первый лорд Адмиралтейства Уинстон Черчилль немедленно приказали отступить, посчитав, что при дальнейшей попытке морского десанта потери флота могут оказаться слишком громадными. Вследствие этого был отозван дредноут «Куин Элизабет»; последовавшие гибели броненосцев «Трайумф» в бухте Анзак и «Мэджестик» у мыса Геллес (оба торпедированы субмариной U-21) также заставили ограничить морское снабжение британских сухопутных сил.
Генерал Ян Гамильтон в дневнике отметил: «Турки заслужили медаль». Капитана Ахмеда Саффеда, лейтенанта Рудольфа Фирле, ещё двух его помощников и 90 турецких моряков в Стамбуле встречали как героев, в честь чего на Босфоре включили праздничное освещение. Все были награждены орденами и медалями, а действия эсминца подняли турецкий боевой дух. Саффед продолжил службу во флоте, сделав успешную карьеру; Фирле после войны написал книгу о войне в Балтийском море и продолжил службу на коммерческом судне.

### После войны
В октябре 1918 года «Муавенет-и Миллие» был выведен из состава флота, в 1924 году окончательно списан и в 1953 году разрезан на металл.